# Орлов, Александр Константинович (художник)
Алекса́ндр Константи́нович Орло́в (27 января 1899 — 3 апреля 1979) — французский художник и иллюстратор, кубист русского происхождения.

## Биография
Детство провёл в Воронеже.
С 1924 года жил в Праге, учился в Украинской студии пластических искусств у Сергея Александровича Мако. Участвовал в ряде выставок в Чехословакии и Польше, в 1933 году провёл персональную выставку в галерее Карасека в Праге. Был членом общества «Скифы» и Союза художников Чехословакии. Работал иллюстратором в «Прагер-Пресс» — органе печати Министерства иностранных дел.
С 1933 года жил во Франции. Выставлялся в салонах «Тьюлери», «Независимых», «Новых реальностей». Принимал участие в коллективных выставках русских художников Парижской школы и других. Провёл ряд персональных выставок.
Последние годы жизни провёл в русском старческом доме Земгора в Кормей-ан-Паризи под Парижем.

## Творчество
В пражский период был близок к кубизму. Создавал также работы близкие к символизму. После войны начал создавать абстрактные картины в духе французской лирической абстракции. Дружил с Сергеем Шаршуном. Одновременно создавал фигуративные работы: пейзажи, натюрморты, портреты.

## Собрания
- Национальная галерея, Прага.
- Коллекция Оскара Геза — ранее в музее Пти Пале, Женева.